# 白箸翁
白箸 翁（しらはし の おきな、生没年不詳）は、平安時代前期の老人。

## 略歴
名と姓、出身地は不明。 通称は貞観末、京都で白い箸を売っていた事による。 彼は白くて柔らかい髪をしていて、服や靴を片付けず、いつも古くて黒い単衣を着ており、冬と夏に着替えることは無かったとされる。京に住む80歳の男性が「わたしは子供の時から翁を知っている。その服装や容貌が今と変わらない。」と語った。 人から食料をもらったときは、量を聞かずに満腹になって酔い始めるまで食べ続けていたという。
時々数日間食べたり飲んだりせず、空腹の顔色はない。 利己的で謙虚で、感情的に不安定だったという。 その後、白箸翁は街の門で病気で亡くなったとされる。京の人々は老人を憐れみ、東河（鴨川）の東側に遺体を埋めた。 しかし、20年後、ある僧侶が南山石室で法華経を唱える白箸翁を見て「お元気でしょうか」と尋ねると、笑ったが答えなかった。 白箸翁に関する噂を聞いた人は皆、この奇妙なことに感動したと言われている。